# Pseudochromis yamasakii
Pseudochromis yamasakii, thường được gọi là đạm bì bụng đốm, là một loài cá biển thuộc chi Pseudochromis trong họ Cá đạm bì. Loài này được mô tả lần đầu tiên vào năm 2016. Loài này được đặt theo tên của Kimihiro Yamasaki, một thợ lặn chuyên nghiệp, đồng thời cũng là một nhiếp ảnh gia dưới nước. Chính người này đã thu thập mẫu vật của P. yamasakii và cung cấp những bức ảnh của chúng.

## Phân bố và môi trường sống
P. yamasakii có phạm vi phân bố nhỏ hẹp ở vùng biển Tây Thái Bình Dương. Các mẫu vật của loài này chỉ được tìm thấy tại vùng biển ngoài khơi thị trấn Kushimoto và Minabe (tỉnh Wakayama, tọa lạc trên bán đảo Kii), và tại đảo Hachijō-jima thuộc quần đảo Izu. P. yamasakii sinh sống xung quanh các rạn san hô ở độ sâu khoảng từ 18 đến 45 m.

## Mô tả
P. yamasakii trưởng thành đạt kích thước khoảng 4 cm (đối với cá đực). Đầu có màu lam xám, thành màu xám nhạt đến vàng cam nhạt ở vùng dưới đầu. Phía sau và dưới ổ mắt được viền bởi một đường vòng cung màu tím lam. Má và mang có các hàng chấm màu xanh tím. Mống mắt màu vàng với vòng màu lam sáng xung quanh con ngươi. Gáy và lưng màu lam xám, tổng thể phần thân còn lại màu đỏ cam hoặc đỏ tía; nhạt hơn ở bụng. Vây lưng và vây hậu môn trong suốt; có các vây tia màu đỏ. Gốc vây đuôi có màu từ đỏ xám đến đỏ tươi; phần còn lại của vây có màu đỏ trong. Vây bụng và vây ngực cũng trong suốt.
Số gai ở vây lưng: 3; Số vây tia mềm ở vây lưng: 25; Số gai ở vây hậu môn: 3; Số vây tia mềm ở vây hậu môn: 15; Số vây tia mềm ở vây ngực: 17 - 18.
Thức ăn của P. yamasakii có lẽ là rong tảo và các sinh vật phù du nhỏ.